# Sinosura
Sinosura is een geslacht van uitgestorven slangsterren uit de familie Ophiuridae. Vertegenwoordigers van dit geslacht zijn slechts als fossiel bekend.

## Soorten
- Sinosura brodiei (Wright, 1866) †
- Sinosura extensa Kutscher & Villier, 2003 †
- Sinosura jasmundensis Kutscher & Jagt, 2000 †
- Sinosura portei (Guillaume, 1926) †
- Sinosura reicheli Hess, 1965 †
- Sinosura schneideri Kutscher, 1987 †
- Sinosura wolburgi (Hess, 1960) †